# Oikuul
Oikuul (ook wel Goikul, Oikul of Oikull) is een plaats in de Micronesische eilandrepubliek Palau. Het dorp maakt deel uit van de staat Airai in het zuidoosten van het hoofdeiland Babeldaob.
Airai · Ngchesechang · Ngeruluobel · Ngerusar · Ngetkib · Oikuul